# 安德烈·布勃诺夫
安德烈·谢尔盖耶维奇·布勃诺夫（俄語：Андре́й Серге́евич Бу́бнов；1884年4月3日—1938年8月1日）他是全联盟共产党（布尔什维克）中央组织局委员、苏联共产党中央委员会书记处候补书记、工农红军政治部主任、《红星报》的主编。

## 生平
1883年，出生于弗拉基米尔省伊万诺沃的商人家庭。1903年，加入苏联共产党。1905年，任俄国社会民主工党伊万诺沃—沃兹涅先斯克党委员会委员。1906年，任俄国社会民主工党伊万诺沃—沃兹涅先斯克联盟执行局委员。1907年，先后在莫斯科、下诺夫哥罗德、彼得堡、萨马拉等地从事党务工作。
1917年，当选党中央领导十月武装起义的革命军事总部成员，任彼得堡革命军事委员会委员、火车站政委。1918年，任乌克兰共产党中央委员。1918年，任乌克兰共产党基辅地下区域局委员，参与平定喀琅施塔得起义。1920年，任俄共中央东南局委员、顿河党委委员兼任北高加索军区和骑兵第1集团军革命军事委员会委员。1922年，任俄共中央宣传鼓动部部长。1923年，参加托洛茨基反对派。1924年，任红军政治部主任。
1925年，任苏联共产党中央委员会书记处候补书记。1926年中山舰事件期间化名伊万诺夫斯基访问中国广州，率“苏俄观察团”对苏联顾问在华的军事、政治工作进行考察。1929年，任苏俄教育人民委员会委员。1937年，被捕遭到枪杀。1956年，平反恢复党籍。